# Рур (провинция Турин)
Рур (итал. Roure) — коммуна в Италии, располагается в регионе Пьемонт, в провинции Турин.
Население составляет 966 человек (2008 г.), плотность населения составляет 16 чел./км². Занимает площадь 59 км². Почтовый индекс — 10060. Телефонный код — 0121.
Покровителями коммуны почитаются святые Иоанн Предтеча, празднование 24 июня, и первомученик Стефан, диакон, празднование 26 декабря.

## Демография
Динамика населения:

## Администрация коммуны
- Официальный сайт: http://www.comune.roure.to.it/